# آیلین گیمنز
پیلار ماریا دل کارمن مونیکا گیمنز گارسیا (زاده ۲۹ مه ۱۹۸۲)، که به‌طور حرفه‌ای با نام آیلین گیمنز یا به سادگی آیلین شناخته می‌شود، یک خواننده اسپانیایی است. او خواننده فعلی گروه ارابه او در انتظار است و خواننده سابق گروه نروژی سمفونیک / گوتیک متال سیرنیا است.

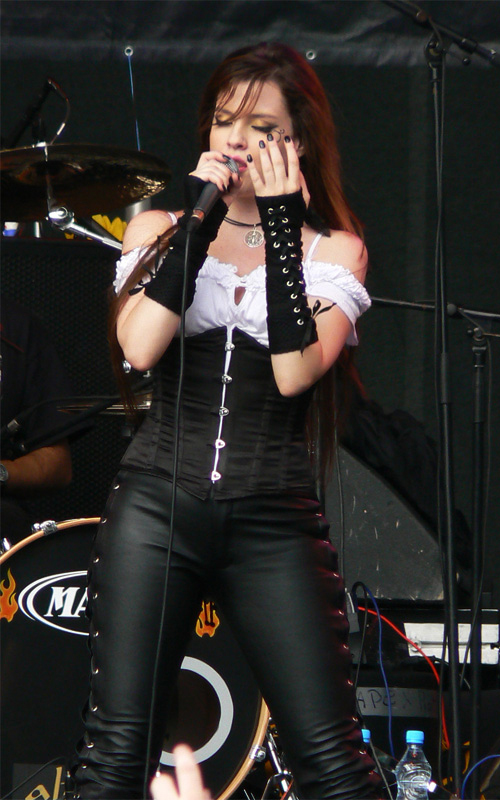

## اوایل زندگی
فعالیت موسیقایی او در سن ۱۵ سالگی آغاز شد، زمانی که او سولفژ و آواز کلاسیک را در مدرسه موسیقی آلبنیز خواند. اولین کار حرفه ای او در سال ۲۰۰۲ در کورنلا د لوبرگات، در یک نمایش مد سالانه که برای جمع‌آوری پول برای مبتلایان به آلزایمر برگزار می‌شد، بود.
اولین قرارداد دیسکوگرافی او به عنوان بخشی از گروه Charm (یک گروه سه آواز زن که موسیقی ژاپنی پخش می‌کرد) بود. پس از اولین آلبوم آنها به نام "Konnichiwa" که در سال ۲۰۰۳ منتشر شد، او می‌خواست شانس خود را به عنوان یک هنرمند انفرادی امتحان کند، شروع به ضبط آهنگ‌های خود کرد. در سال ۲۰۰۴، پس از تکمیل چند آهنگ برای مجموعه انیمیشن "Kimagure Orange Road"، او گروه را ترک کرد.

## حرفه

### انفرادی

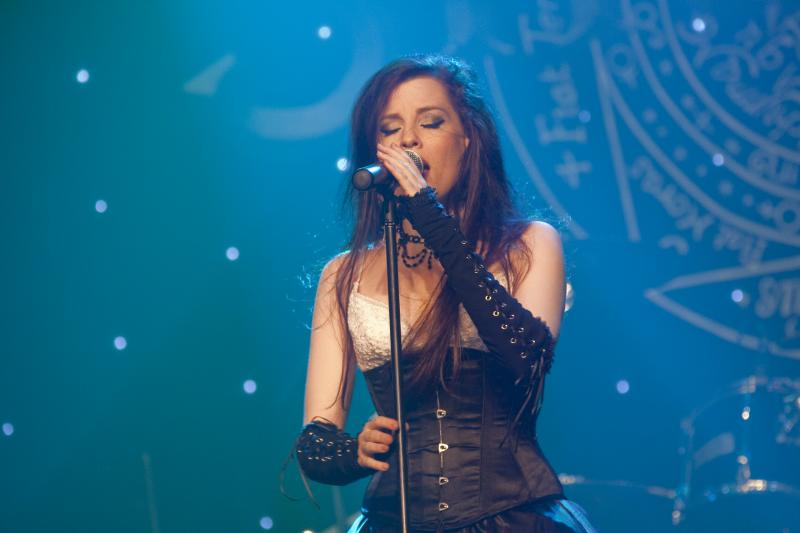
آیلین در حال آواز خواندن در کنسرت سیرنیا

در سپتامبر ۲۰۰۵، او یکی از شرکت کنندگان به نمایندگی از اسپانیا در جشنواره بین‌المللی موسیقی پاپ "Canzoni Dal Mondo" بود و در بین ۱۰ فینالیست حضور داشت. او در ماه اکتبر در پنجمین دوره جشنواره بین‌المللی آواز در جزایر قناری جایزه «طبیبای نقره‌ای» را به عنوان بهترین اجرا دریافت کرد. او در آبان ماه، در ششمین دوره جشنواره بین‌المللی آواز در جزایر قناری، "طبیبه طلاً را به عنوان بهترین خواننده یک آهنگ منتشر کرد. آهنگ "Puedo Sentir" در اصل توسط لنا پارک (Fall in Love) خوانده شد.
در می ۲۰۰۷، او به عنوان عضوی از تیم جوان در نسخه اسپانیایی X Factor انتخاب شد، جایی که او آهنگ‌های " زمان پس از زمان "، " سایه مهتاب "، " مرا زنده کن " و " چرا " را خواند. او در قسمت چهارم حذف شد.

### با سیرنیا (۲۰۰۸–۲۰۱۶)

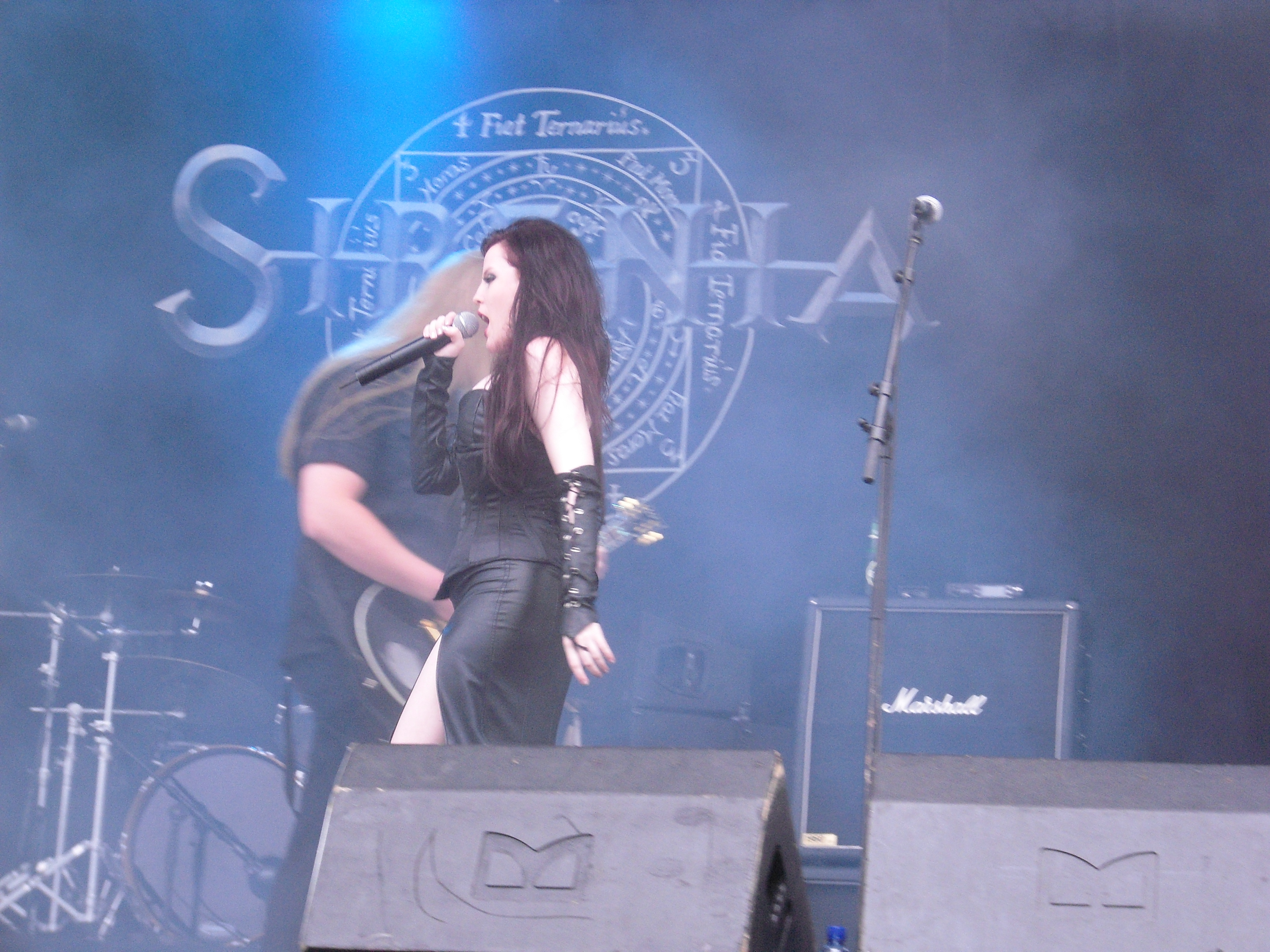
آیلین در حال اجرای زنده با سیرنیا در جشنواره راک نروژ در سال ۲۰۰۹

در ۹ آوریل ۲۰۰۸، اعلام شد که آیلین به عنوان چهارمین خواننده سیرنیا از بین بیش از ۵۰۰ زن انتخاب شد. او بعداً در مصاحبه‌ای گفت: «من به‌طور تصادفی به‌عنوان خواننده جدید سیرنیا انتخاب شدم. خواهرم آنها را به دوستان Myspace من اضافه کرد، اما ما متوجه نشدیم که اگر می‌خواهید برای گروه تست بدهید، باید نسخه نمایشی خود را برای آنها بفرستید یا آنها را به عنوان دوست اضافه کنید، بنابراین وقتی آنها به من نامه نوشتند و خواستند بروم شوکه شدم. به نروژ و تست صدا برای خواننده جدید. من دوبار به آنجا رفتم، بار اول تست استودیو بود و بار دوم با تمام اعضای گروه. فکر می‌کنم من انتخاب شدم زیرا همان چیزی هستم که مورتن به دنبال گروه بود و همچنین از اولین لحظه که همه اعضای سیرنیا و من را به هم وصل کردیم".
او در چهارمین آلبوم سیرنیا به نام طبقه سیزدهم حضور داشت که در ۲۳ ژانویه ۲۰۰۹ منتشر شد.
پنجمین آلبوم سیرنیا (The Enigma of Life) در ۲۱ ژانویه ۲۰۱۱ منتشر شد. این باعث شد که او تنها خواننده ای باشد که دو آلبوم کامل را با سیرنیا ضبط کرده‌است، زیرا هنریت بوردویک تنها در یک آلبوم به نام اکسیر وجود و یک EP به نام Sirenian آواز اجرا کرد. سواحل
در ژوئیه ۲۰۱۳، سیرینا ششمین آلبوم خود را Perils of the Deep Blue منتشر کرد.
در ۳ آوریل ۲۰۱۴، گروه اعلام کرد که با انتشار آلبوم معلق برای اوایل سال ۲۰۱۵ به Napalm Records بازگشته اند. The Seventh Life Path، هفتمین آلبوم سیرنیا در ۸ مه ۲۰۱۶ منتشر شد.
در ۵ جولای ۲۰۱۶، از طریق وب سایت گروه اعلام شد که سیرنیا و آیلین به‌طور دوستانه «به دلایل شخصی» از هم جدا می‌شوند و نام خواننده جدید در ۸ سپتامبر ۲۰۱۶، قبل از انتشار آلبوم جدید آنها در نوامبر اعلام خواهد شد. Dim Days of Dolor. همان روز، آیلین در فیس بوک خود اعلام کرد که تصمیمی را نگرفته‌است. جانشین او در سیرنیا، خواننده میزانسن سوپرانوی فرانسوی، امانوئل زولدان بود.
آیلین چهار آلبوم را در هشت سال با سیرنیا ضبط کرد. تا قبل از انتشار Arcane Astral Aeons در سال ۲۰۱۸، او تنها خواننده Sirenia بود که در بیش از یک آلبوم کامل Sirenia آواز خواند. در طول اقامت خود در Sirenia، او همچنین برخی از نسخه‌های ژاپنی و اسپانیایی آهنگ‌های گروه را خواند که از تجربیات قبلی خود در آواز خواندن به آن زبان‌ها اقتباس شده بود.

### ارابه او در انتظار (۲۰۲۰–اکنون)
در سال ۲۰۲۰، آیلین همکاری خود را با گیتاریست Adrenaline Mob مایک اورلاندو در پروژه جدیدی به نام Her Chariot Awaits اعلام کرد. [۶] اولین آلبوم آنها با عنوان خود برای انتشار در ۱۰ آوریل ۲۰۲۰ برنامه‌ریزی شده بود، اما به دلیل همه‌گیری COVID-19 به تعویق افتاد و در ۲۲ مه ۲۰۲۰ منتشر شد.

### قمری
در سال ۲۰۲۲، همکاری با گیتاریست Secret Sphere Aldo Lonobile به نام Lunarian اعلام شد. اولین آلبوم با عنوان Burn The Beauty در ۹ سپتامبر همان سال منتشر شد و ویدیوهایی برای تک آهنگ‌های "Dream Catcher" و "Endless Sleep" منتشر شد.

### کارهای دیگر
در سال ۲۰۱۱ او در آلبوم Death & Legacy گروه پاور متال اتریشی Serenity همکاری کرد و آهنگ‌های "The Chevalier" و "Prayer" را خواند. او همچنین ویدیوی "The Chevalier" را به نمایش گذاشته‌است.
در سال ۲۰۱۴، او با چندین گروه دیگر مانند گروه متال اسپانیایی Diabulus در Musica همکاری کرد، که برای آنها آهنگ "Furia de Libertad" را برای آلبوم آنها Argia خواند. برای گروه یونانی سمفونیک متال Enemy of Reality، او در آهنگ "Needle Bites" و موزیک ویدئوی آن از آلبوم Rejected Gods حضور داشت. او به همراه گروه سمفونیک متال آلمانی/نروژی Leaves' Eyes در برنامه دهمین سالگرد آنها در Wieze، بلژیک به اجرای زنده پرداخت.
از آیلین گیمنز در کتابچه The Diary گروه متال گروه هلندی The Gentle Storm به دلیل توصیه‌های مفیدی که در مورد موزیک ویدیوی گروه "Shores of India" ارائه کرد، نام برده شده‌است.
در سال ۲۰۱۵، شرکت آیلین در آلبوم جدید اپرای متال Melted Space اعلام شد.
در سال ۲۰۱۷، آیلین همکاری خود را با گروه متال ایتالیایی Secret Rule اعلام کرد: او در آلبوم آتی آنها به نام The Key to the World و موزیک ویدیو حضور خواهد داشت. او همچنین اشاره کرد که قرار است چند همکاری دیگر اعلام شود. او همچنین در حال ساخت موسیقی انفرادی خود است، اما نمی‌خواهد در این روند عجله کند.

## زندگی شخصی

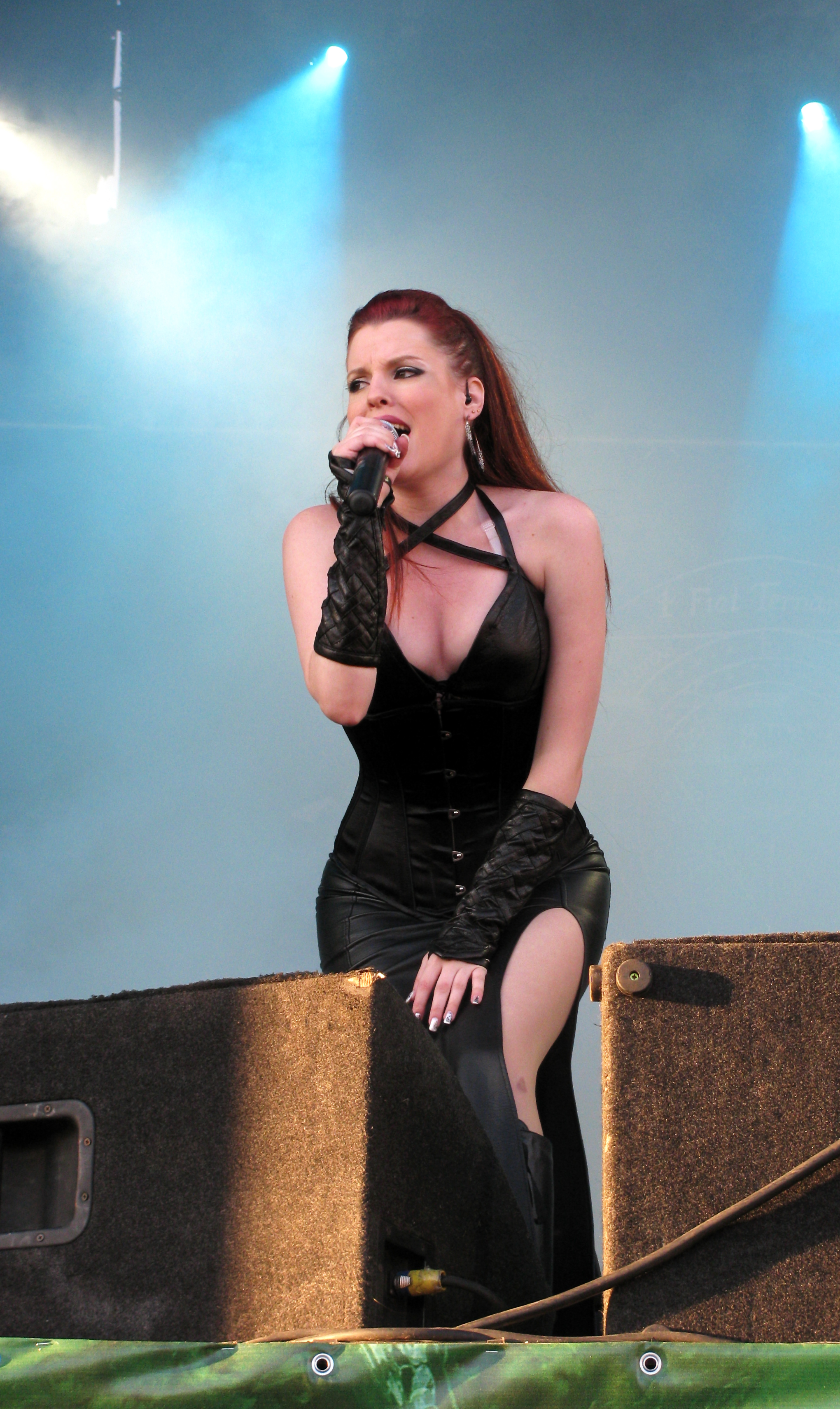
Sirenia در حال نواختن در جشنواره جهانی راک شرق 2010

آیلین دارای هتروکرومی ایریدیس است، چشم راستش قهوه ای، چشم چپش سبز است. او از سن ۷ سالگی به دیابت نوع ۱ مبتلا است و با افسردگی دست و پنجه نرم می‌کند. او در حال حاضر در نروژ زندگی می‌کند.

## آهنگ‌شناسی

### آلبوم‌های استودیویی
- ارابه او در انتظار (۲۰۲۰)

#### سیرنیا
- طبقه ۱۳ (۲۰۰۹)
- معمای زندگی (۲۰۱۱)
- خطرات آبی عمیق (۲۰۱۳)
- هفتمین مسیر زندگی (۲۰۱۵)

#### قمری
- زیبایی را بسوزانید (۲۰۲۲)